# Ibrahima Sissoko
Ibrahima Sissoko (Meaux, 27 oktober 1997) is een Malinees-Frans voetballer die doorgaans speelt als middenvelder. In juli 2024 verruilde hij RC Strasbourg voor VfL Bochum. Sissoko debuteerde in oktober 2023 in het Malinees voetbalelftal.

## Clubcarrière
Sissoko speelde in de jeugd van CS Meaux en US Torcy, alvorens hij in 2014 in de opleiding van Stade Brestois terechtkwam. Zijn debuut in het eerste elftal maakte de middenvelder op 29 april 2016, toen in eigen huis met 0–2 verloren werd van Évian TG door doelpunten van Jan Kaye en Morgan Kamin. Sissoko begon op de bank en van coach Alex Dupont mocht hij na drieënzeventig minuten invallen voor Manuel Perez. Sissoko tekende op 8 december 2017 voor zijn eerste competitiedoelpunt. In eigen huis stond Stade Brestois met 2–0 voor tegen Bourg-en-Bresse door doelpunten van Jessy Pi (uit een strafschop) en Jason Berthomier (na een assist van Sissoko), voor de Franse middenvelder voor de derde treffer tekende.
Hij maakte in de zomer van 2018 voor circa twee miljoen euro de overstap naar RC Strasbourg, waar hij zijn handtekening zette onder een verbintenis voor de duur van vier seizoenen. Bij zijn debuut kwam hij direct tot scoren; op aangeven van Dimitri Liénard opende hij op 12 augustus 2018 de score tegen Girondins Bordeaux. Door een treffer van Nuno da Costa zou Strasbourg dit duel met 0–2 winnen. Na twee maanden verlengde Sissoko zijn contract met twee jaar tot medio 2024. Na het aflopen van deze verbintenis verkaste Sissoko naar VfL Bochum, waar hij voor drie jaar tekende.

## Clubstatistieken
| Seizoen | Club           | Competitie | Competitie | Competitie | Beker | Beker | Internationaal | Internationaal | Totaal | Totaal |
| Seizoen | Club           | Competitie | Wed.       | Dlp.       | Wed.  | Dlp.  | Wed.           | Dlp.           | Wed.   | Dlp.   |
| ------- | -------------- | ---------- | ---------- | ---------- | ----- | ----- | -------------- | -------------- | ------ | ------ |
| 2015/16 | Stade Brestois | Ligue 2    | 2          | 0          | 1     | 0     | —              | —              | 3      | 0      |
| 2016/17 | Stade Brestois | Ligue 2    | 6          | 0          | 2     | 0     | —              | —              | 8      | 0      |
| 2017/18 | Stade Brestois | Ligue 2    | 19         | 1          | 2     | 0     | —              | —              | 21     | 1      |
| 2018/19 | RC Strasbourg  | Ligue 1    | 32         | 3          | 3     | 0     | —              | —              | 35     | 3      |
| 2019/20 | RC Strasbourg  | Ligue 1    | 23         | 0          | 5     | 0     | 4              | 0              | 32     | 0      |
| 2020/21 | RC Strasbourg  | Ligue 1    | 36         | 0          | 1     | 0     | —              | —              | 37     | 0      |
| 2021/22 | RC Strasbourg  | Ligue 1    | 35         | 2          | 1     | 0     | —              | —              | 36     | 2      |
| 2022/23 | RC Strasbourg  | Ligue 1    | 26         | 0          | 1     | 0     | —              | —              | 27     | 0      |
| 2023/24 | RC Strasbourg  | Ligue 1    | 27         | 0          | 4     | 0     | —              | —              | 31     | 0      |
| 2024/25 | VfL Bochum     | Bundesliga | 0          | 0          | 0     | 0     | —              | —              | 0      | 0      |
| Totaal  | Totaal         | Totaal     | 206        | 6          | 20    | 0     | 4              | 0              | 230    | 6      |

Bijgewerkt op 22 juli 2024.

## Interlandcarrière
Sissoko maakte op 17 oktober 2023 zijn debuut in het Malinees voetbalelftal, toen een vriendschappelijke wedstrijd werd gespeeld tegen Saoedi-Arabië. Moussa Doumbia, Hamari Traoré en Lassine Sinayoko scoorden namens Mali, terwijl Salem Al-Dosari zorgde voor een tegentreffer: 1–3. Van bondscoach Éric Chelle moest Sissoko op de reservebank beginnen en hij viel tien minuten voor het einde van de reguliere speeltijd in voor Mohamed Camara.
| Interlands van Ibrahima Sissoko voor Frankrijk | Interlands van Ibrahima Sissoko voor Frankrijk | Interlands van Ibrahima Sissoko voor Frankrijk | Interlands van Ibrahima Sissoko voor Frankrijk | Interlands van Ibrahima Sissoko voor Frankrijk | Interlands van Ibrahima Sissoko voor Frankrijk | Interlands van Ibrahima Sissoko voor Frankrijk |
| №                                              | Datum                                          | Wedstrijd                                      | Uitslag                                        | Competitie                                     | Goals                                          |                                                |
| Als speler bij RC Strasbourg                   | Als speler bij RC Strasbourg                   | Als speler bij RC Strasbourg                   | Als speler bij RC Strasbourg                   | Als speler bij RC Strasbourg                   | Als speler bij RC Strasbourg                   | Als speler bij RC Strasbourg                   |
| ---------------------------------------------- | ---------------------------------------------- | ---------------------------------------------- | ---------------------------------------------- | ---------------------------------------------- | ---------------------------------------------- | ---------------------------------------------- |
| 1                                              | 17 oktober 2023                                | Saoedi-Arabië – Mali                           | 1 – 3                                          | Vriendschappelijk                              |                                                |                                                |

Bijgewerkt op 22 juli 2024.

## Erelijst
| Coupe de la Ligue | 1 | 2018/19 |